# Činěves
Činěves är en ort i Tjeckien.   Den ligger i regionen Mellersta Böhmen, i den centrala delen av landet, 60 km öster om huvudstaden Prag. Činěves ligger 207 meter över havet och antalet invånare är 480.
Terrängen runt Činěves är platt, och sluttar västerut. Runt Činěves är det ganska glesbefolkat, med 45 invånare per kvadratkilometer. Närmaste större samhälle är Nymburk, 13,2 km väster om Činěves. Trakten runt Činěves består till största delen av jordbruksmark.